# Crustoderma
Crustoderma is een geslacht van schimmels behorend tot de familie Sparassidaceae. De typesoort is Crustoderma dryinum.

## Soorten
Volgens index Fungorum  telt het geslacht 19 soorten (peildatum maart 2022):
| Soortnaam                                   | Auteur(s)                            | Publicatiejaar |
| ------------------------------------------- | ------------------------------------ | -------------- |
| Crustoderma borbonicum                      | Boidin & Gilles                      | 1991           |
| Crustoderma carolinense                     | Nakasone                             | 1984           |
| Crustoderma corneum (Hoornachtige aderzwam) | (Bourdot & Galzin) Nakasone          | 1984           |
| Crustoderma cryptocallimon                  | (B. de Vries) K.H. Larss. & Ryvarden | 2020           |
| Crustoderma dryinum                         | (Berk. & M.A. Curtis) Parmasto       | 1968           |
| Crustoderma efibulatum                      | Kotir. & Saaren.                     | 2006           |
| Crustoderma fibuligerum                     | (K.S. Thind & S.S. Rattan) Duhem     | 2010           |
| Crustoderma flavescens                      | Nakasone & Gilb.                     | 1982           |
| Crustoderma fuscatum                        | Gilb. & Nakasone                     | 2003           |
| Crustoderma gigacystidium                   | Gilb. & Hemmes                       | 2001           |
| Crustoderma longicystidium                  | (Litsch.) Nakasone                   | 1984           |
| Crustoderma marianum                        | Nakasone                             | 1984           |
| Crustoderma nakasoneae                      | Gilb. & M. Blackw.                   | 1988           |
| Crustoderma opuntiae                        | Nakasone & Gilb.                     | 1982           |
| Crustoderma patricium                       | (G. Cunn.) Nakasone                  | 1984           |
| Crustoderma resinosum                       | (H.S. Jacks. & Dearden) Gilb.        | 1981           |
| Crustoderma testatum                        | (H.S. Jacks. & Dearden) Nakasone     | 1985           |
| Crustoderma triste                          | (Litsch. & S. Lundell) Duhem         | 2010           |
| Crustoderma vulcanense                      | (Gilb. & Adask.) Gilb. & Nakasone    | 2003           |